# ネイルダウン
ネイルダウン（Naildown）は、フィンランドのメロディック・デスメタルバンドである。

## 略歴
2003年に、アシッド・ユニヴァース (Acid Universe)というバンド名で結成。メンバーは、ダニエル・フレイベリ (Vo,G)、マッティ・ハマライネン (B)、ヤルモ・プイッコネン (Key)、ハリ・ヘイッキネン (Ds)の4名であった。同バンドはデモ2本を作成するが契約は獲得できなかった。2004年にバンド名をネイルダウン (Naildown)と変更し、デモを作成。このデモがきっかけでスパインファーム・レコードと契約する。2005年に1stEP『Eyes Wide Open』をリリースしデビュー。同年に1stアルバム『World Domination』をリリース。同アルバムは約半年遅れで、アヴァロン・レーベルより日本でもリリースされ、日本デビューを果たした。
リリース後、ドラマーの、ハリ・ヘイッキネンが脱退し、ヤンネ・ユカライネンが加入。更にギタリストのアスコ・サルタネンが加入した。そして、ツインギター体制となり、2007年に2ndEP『Judgement Ride』、2ndアルバム『Dreamcrusher』をリリースした。
その後、2007年11月にキーボーディストのヤルモ・プイッコネン、2008年10月にドラマーのヤンネ・ユカライネンが脱退した。2009年2月になって、新ドラマーとして、ノーサーのドラマー、ヘイッキ・サーリが加入した。
それからダニエル・フレイベリがノーサーにセッションギタリストとして参加するようになったこともあってか、目立った活動をしていなかったが、ノーサー解散後の2012年1月に3rdアルバムのレコーディングを始めたことが発表された。活動再開時点で、Facebookの基本データのページに記載されているメンバーは、ダニエル・フレイベリとヘイッキ・サーリの2名となっていた。しかし、2015年10月に3rdアルバムのレコーディングが中断していたことが公表され、加えてダニエルの喉の不調に陥っていたことも公表された。結局、新たなボーカリストを起用することになり、ダニエルはバッキング・ボーカルを担当することになるとのことである。しかし、翌2016年初めにダニエルがチルドレン・オブ・ボドムに加入したことから、その後も活動停止状態にある。

## メンバー

### 現メンバー
- ダニエル・フレイベリ (Daniel Freyberg) - ボーカル・ギター・キーボード （2004年 - ）

2009年からフロントマンのペトリ・リンドロスが脱退したノーサーに、サポートギタリストとして参加し、2010年から正式加入し活動した。
2016年よりローペ・ラトヴァラの脱退したチルドレン・オブ・ボドムに加入した。
ヤルモ・プイッコネン脱退後からキーボードも兼任するようになった。
- ヘイッキ・サーリ (Heikki Saari) - ドラム （2009年 - ）

ヴァーチュオシティー、ノーサー、フィントロールでも活動。

### 元メンバー
- ハリ・ヘイッキネン (Harri Heikkinen) - ドラム（2004年 - 2006年）
- ヤルモ・プイッコネン (Jarmo Puikkonen) - キーボード（2004年 - 2007年）
- ヤンネ・ユカライネン (Janne Jukarainen) - ドラム（2006年 - 2008年）
- マッティ・ハマライネン (Matti Hämäläinen) - ベース （2004年 - 2012年）
- アスコ・サルタネン (Asko Sartanen) - ギター（2006年 - 2012年）

インペラノン、コデオンでも活動。

## ディスコグラフィ
- 2005年 Eyes Wide Open (EP)
- 2005年 World Domination
- 2007年 Judgement Ride (EP)
- 2007年 Dreamcrusher